# Kuźniczka (Sośnicowice)
Kuźniczka – dawna wieś w Polsce, położona w województwie śląskim, w powiecie gliwickim, w gminie Sośnicowice. Obecnie część miasta Sośnicowice
W latach 1975–1998 Kuźniczka administracyjnie należała do województwa katowickiego.